# Saint-Romain, Puy-de-Dôme

Saint-Romain este o comună în departamentul Puy-de-Dôme, Franța. În 1 ianuarie 2022 avea o populație de 197 de locuitori.